# Bahçeburun, Milas
Bahçeburun là một xã thuộc huyện Milas, tỉnh Muğla, Thổ Nhĩ Kỳ. Dân số thời điểm năm 2011 là 626 người.